# Černající stíny
Černající stíny (v anglickém originále Shadows Run Black) je americký kriminální film z roku 1984. Režisérem filmu je Howard Heard. Hlavní role ve filmu ztvárnili Kevin Costner, William J. Kulzer, Elizabeth Trosper, Shea Porter a George Engelson. 

## Obsazení
| Kevin Costner     | Jimmy Scott  |
| William J. Kulzer | Rydell King  |
| Elizabeth Trosper | Judy Cole    |
| Shea Porter       | Morgan Cole  |
| George Engelson   | kněz         |
| Dianne Hinkler    | Helen Cole   |
| Julius Metoyer    | Billy Tovar  |
| Terry Congie      | Lee Faulkner |